# Župančiči
Župančiči – wieś w Słowenii, w gminie miejskiej Koper. 1 stycznia 2018 liczyła 45 mieszkańców.